# Víctor Godoi
Víctor Godoi (ur. 31 marca 1975 w Comodoro Rivadavia) – argentyński bokser, były mistrz świata WBO w kategorii super muszej.

## Kariera zawodowa
Jako zawodowiec zadebiutował 13 października 1995 roku. W debiucie znokautował w 1 rundzie Pedro Echiguaya. Do końca 1997 roku stoczył kolejne 24 walki, z których 23 wygrał i 1 przegrał. Pokonał m.in. byłych pretendentów do mistrzostwa świata, Victora Fuentealbę oraz Alli Galveza.
7 listopada 1998 roku dostał szansę walki o tymczasowe mistrzostwo świata WBO w wadze junior muszej. Jego rywalem był Meksykanin Pedro Morquecho, którego Godoi pokonał niejednogłośnie na punkty. Po przejściu do wyższej kategorii Johnny'ego Tapii, Godoi został mistrzem pełnoprawnym.
7 czerwca 1999 roku przystąpił do pierwszej obrony mistrzostwa. Jego rywalem był niepokonany Diego Morales. Godoi utracił tytuł przegrywając przez poddanie w 11 rundzie. Ponadto był liczony w rundzie 10. Po utracie tytułu stoczył jeszcze 5 walk, z których wygrał dwie. Karierę zakończył w 2005 roku, kiedy przegrał z Jose Saezem.